# Ermida de Santo António do Monte

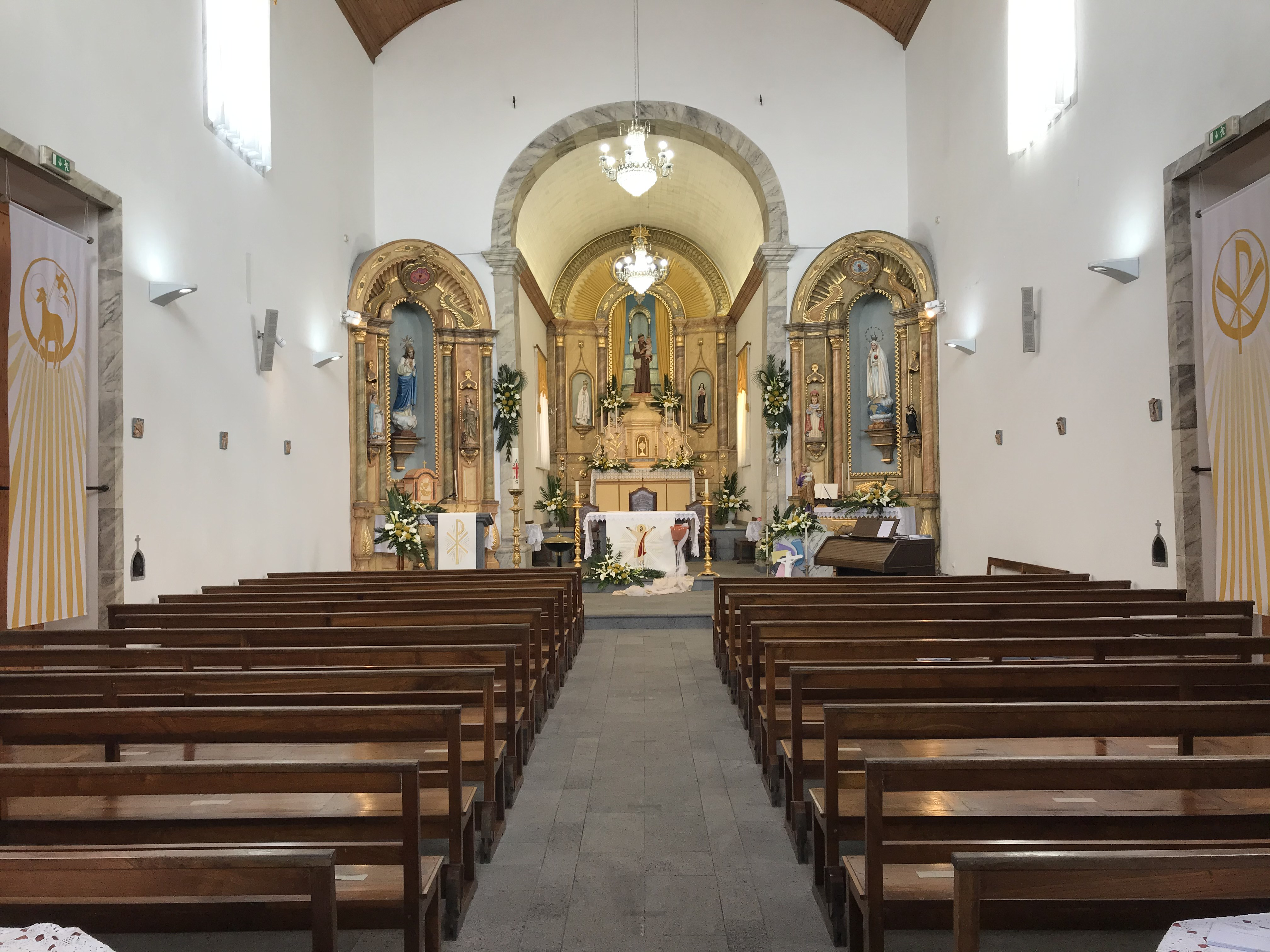
Nave Igreja Santo António do Monte Pico
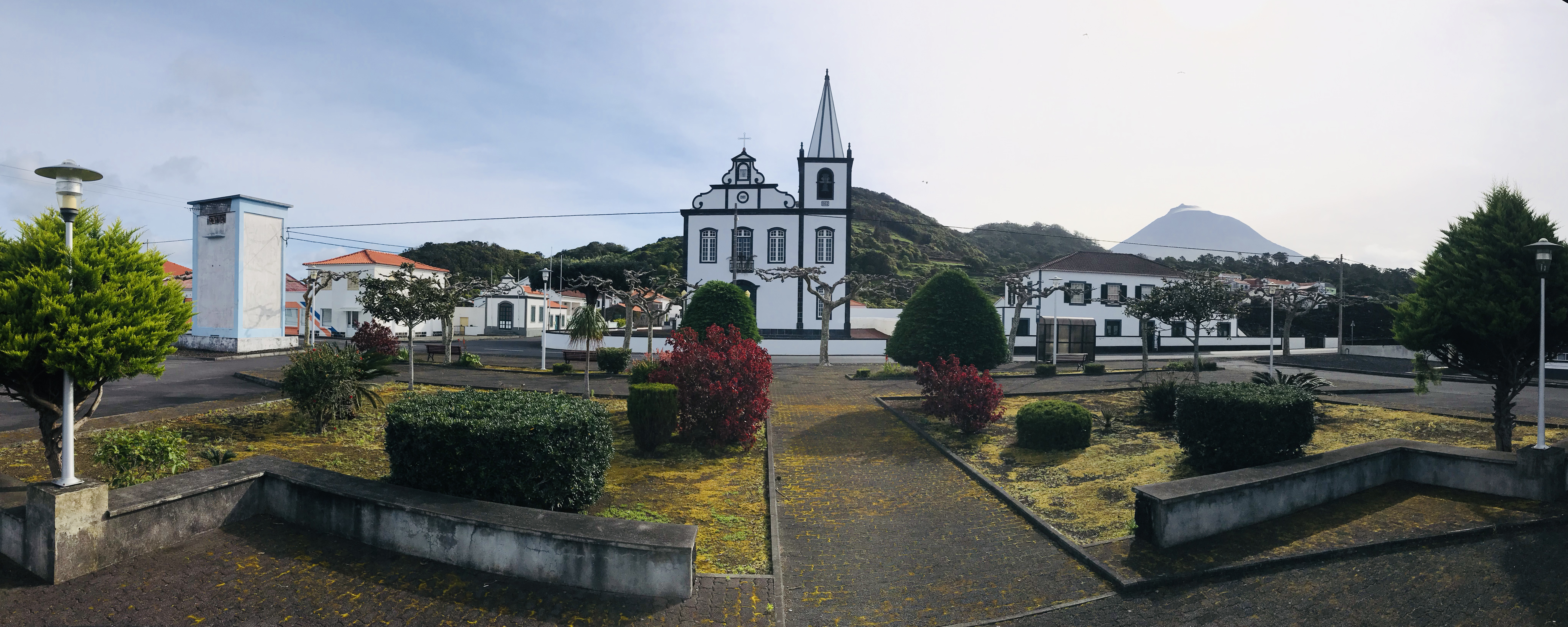

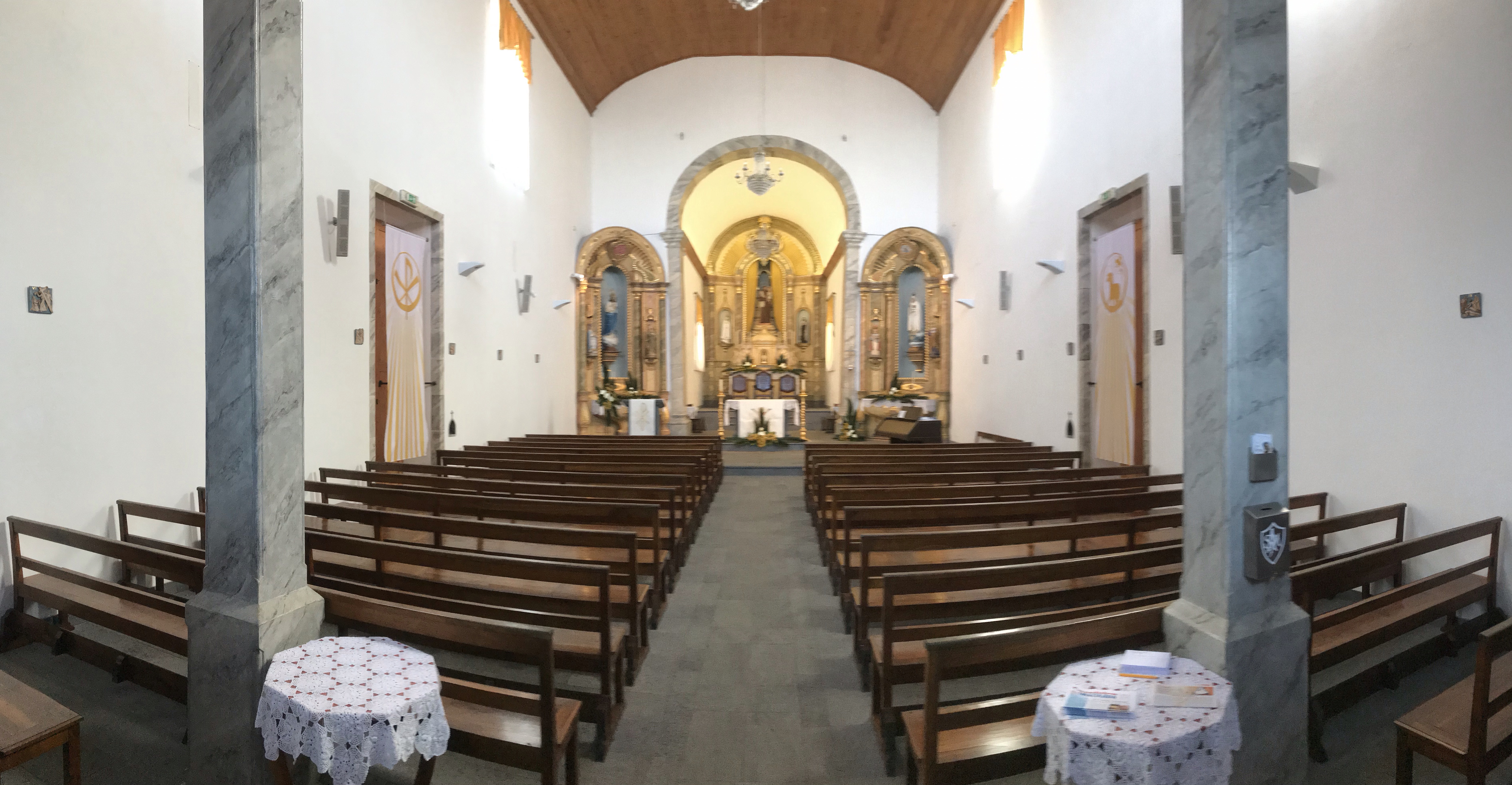
Igreja de Santo António do Monte, Nave Central Única

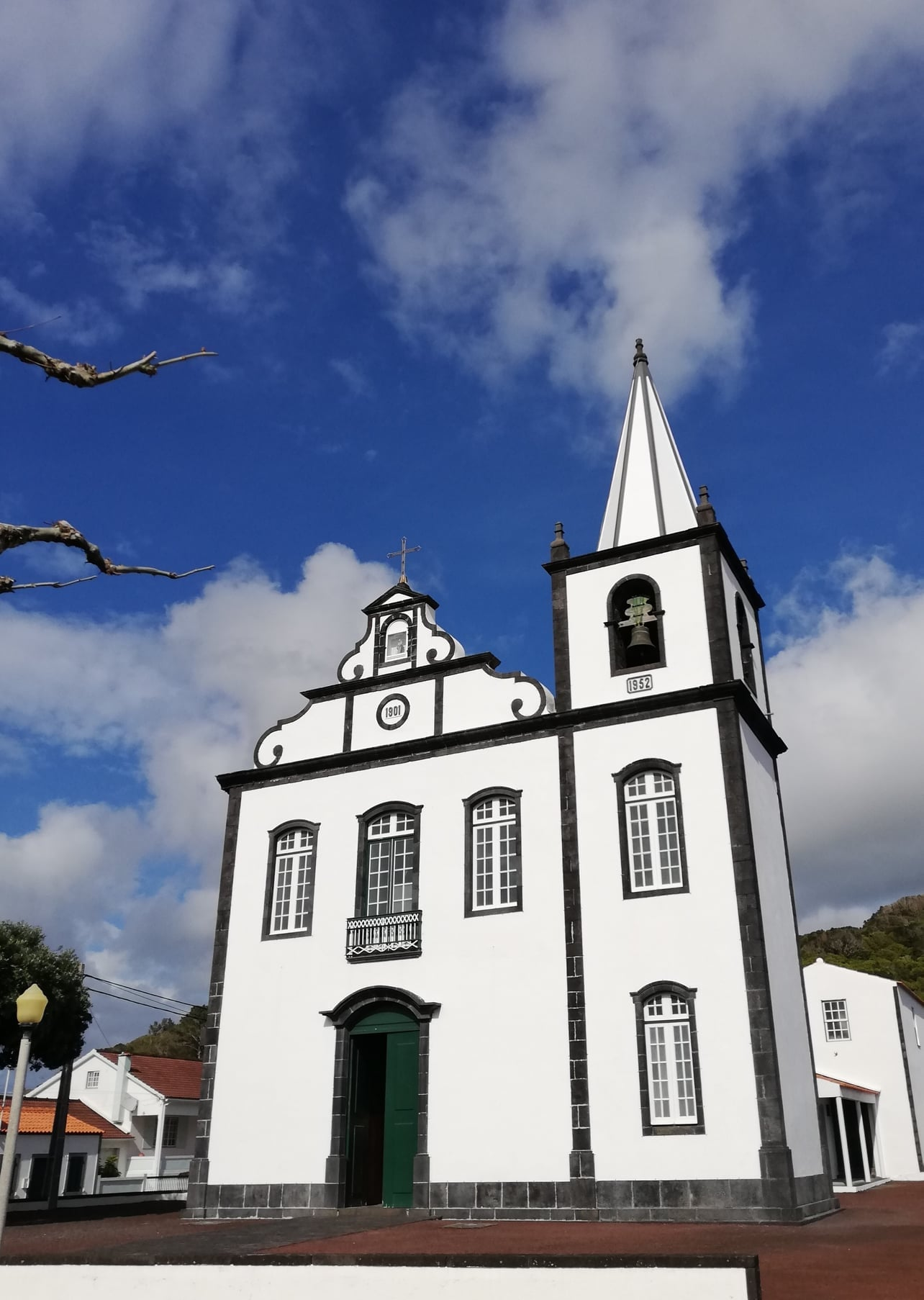
Igreja de Santo António do Monte, Fachada

A Igreja de Santo António do Monte é um templo açoriano localizado no Lugar do Monte, na freguesia de Candelária, no concelho de Madalena, na ilha do Pico
Até há relativamente poucas décadas o lugar do Monte, pertencente à freguesia da Candelária da ilha do Pico, não dispunha de templo, pelo que os respectivos habitantes se viam na necessidade de se deslocar à sede da respectiva paróquia, para poder receber assistência religiosa.
Assim, depois de várias diligências, puseram os já referidos habitantes mãos à obra, com vistas à construção da sua igreja. Em 1911, esta já se encontravá coberta e em 1912 aberta ao público, ficando traduzido num belo templo que pelas suas dimensões já não e bem uma ermida, assim designada até 2006, data da sua elevação a Curato Independente (Quase Paróquia). E porque este templo foi dedicado a Santo António, logo o povoado passou a chamar-se Santo António do Monte.
A construção não decorreu sem dificuldades pois apenas dispôs do auxilio dos habitantes do lugar, gente humilde que só vive de suas vinhas e agricultura.
Por tal motivo, a torre só pôde ficar concluída em 1951.
O seu interior, dispõe de três altares apenas. O principal tem uma boa escultura de Santo António ao centro, ladeado por Santa Teresinha do Menino Jesus e Nossa Senhora de Fátima. Os laterais são dedicados ao Coração de Jesus e ao Coração de Maria, cada qual ladeada respetivamente por Santa Catarina de Alexandria e Nossa Senhora da Conceição, e São José e Menino Jesus de Praga.
A partir de 2014 podemos encontrar na dita Igreja uma Capela dedicada ao Ecce Homo, invocado muito popularmente nas ilhas açorianas como o Senhor Santo Cristo. Trata-se de uma escultura feita e ofertada por um jovem paroquiano - Fábio Silveira.
A festa principal do lugar do Monte realiza-se tudos os anos no terceiro domingo de Agosto, domingo seguinte ao dia de nascimento do respetivo orago, Santo António de Lisboa a 15 de Agosto. É uma festa muito original com vasto programa cultural e religioso, e com larga concorrência de forasteiros, tanto da ilha do Pico como de outras ilhas.